# Maria Himmelfahrt (Bozen)

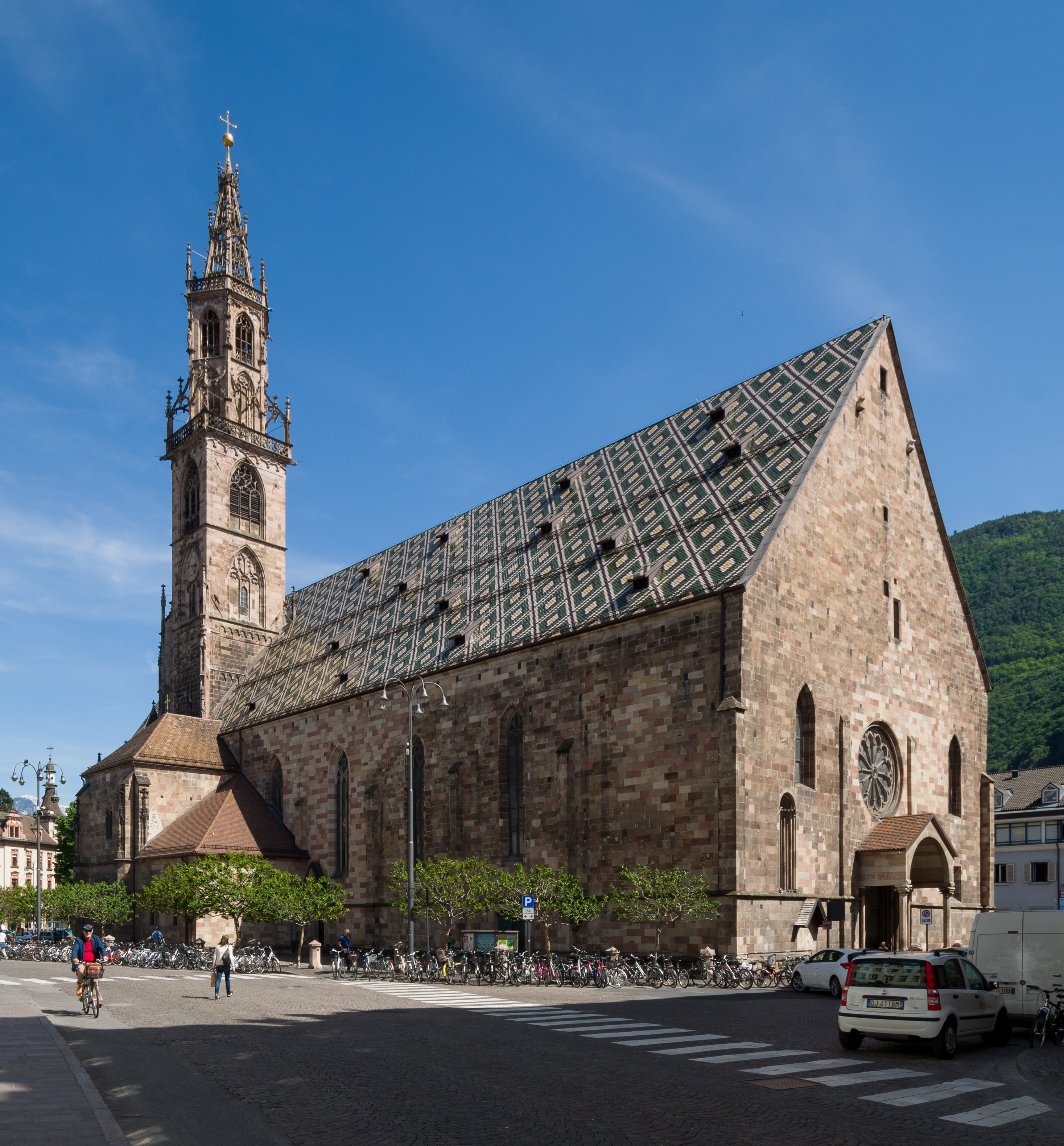
Außenansicht von Nordwesten

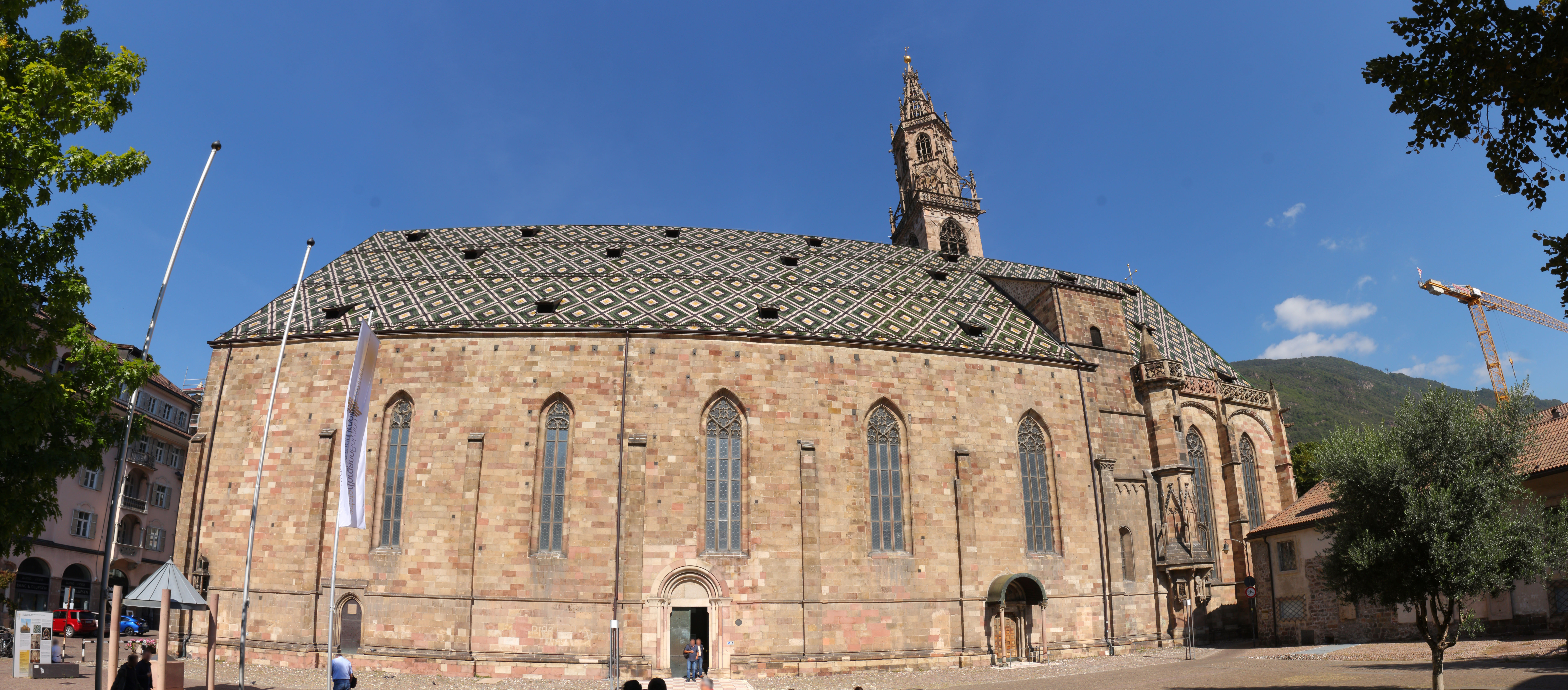
Langhaus

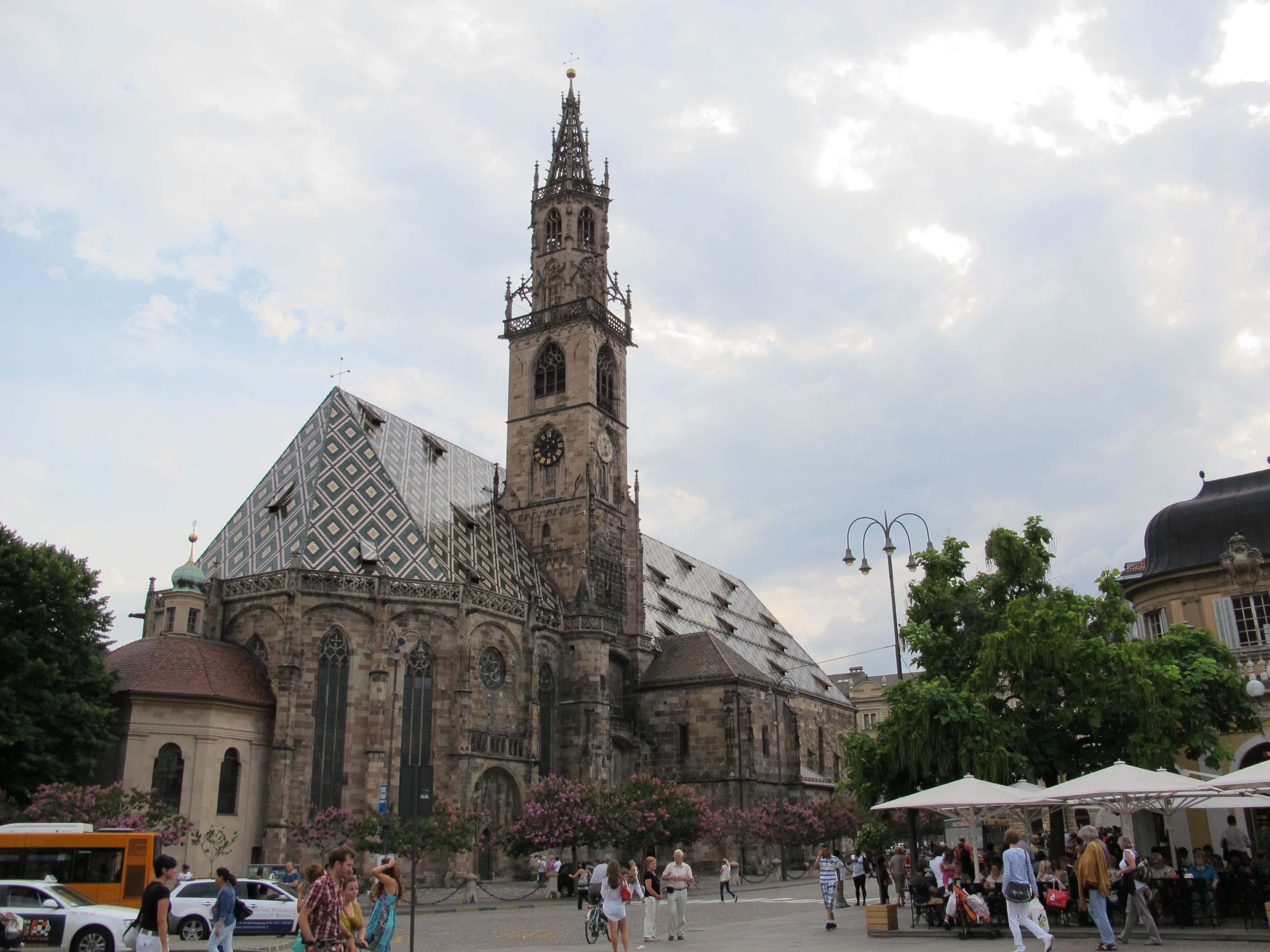
Rückansicht

Der Dom Maria Himmelfahrt, auch Marienpfarrkirche, Dompfarrkirche, Bozner Dom oder Propsteikirche Maria Himmelfahrt genannt, ist die Stadtpfarrkirche der Südtiroler Landeshauptstadt Bozen und Bischofskirche der römisch-katholischen Diözese Bozen-Brixen. Während der Bischof seit 1964 in Bozen residiert, verblieben seine Kathedra und das Domkapitel in Brixen; Maria Himmelfahrt fungiert somit neben dem Brixner Dom als Konkathedrale.

## Geschichte
Die erste Pfarrkirche Maria Himmelfahrt von Bozen wurde nach den Angaben der sog. „Bozner Chronik“, einer annalistischen Aufzeichnung des 14. Jahrhunderts, im Jahr 1180 geweiht und war im romanischen Stil errichtet. Der Legende nach hat ein Bozner Fuhrmann an dieser Stelle ein wundersames Gnadenbild der Muttergottes aufgefunden. Diese Liebe Frau vom Moos soll im Sumpfland des Eisacks gelegen haben, dessen Flussbett sich damals wesentlich näher am heutigen Dom befand. Die Statue, die aus dem 12. Jahrhundert stammt, befindet sich heute in der geosteten barocken Gnadenkapelle hinter dem Hochaltar der Kirche. Die mittelalterliche Kirche wurde auf den Resten einer frühchristlichen Basilika aus dem 5. oder 6. Jahrhundert errichtet. Hier wurde auch der spätantike Votivstein eines Secundus Regontius und von dessen Sohn Severinus aus dem beginnenden 4. Jahrhundert gefunden.

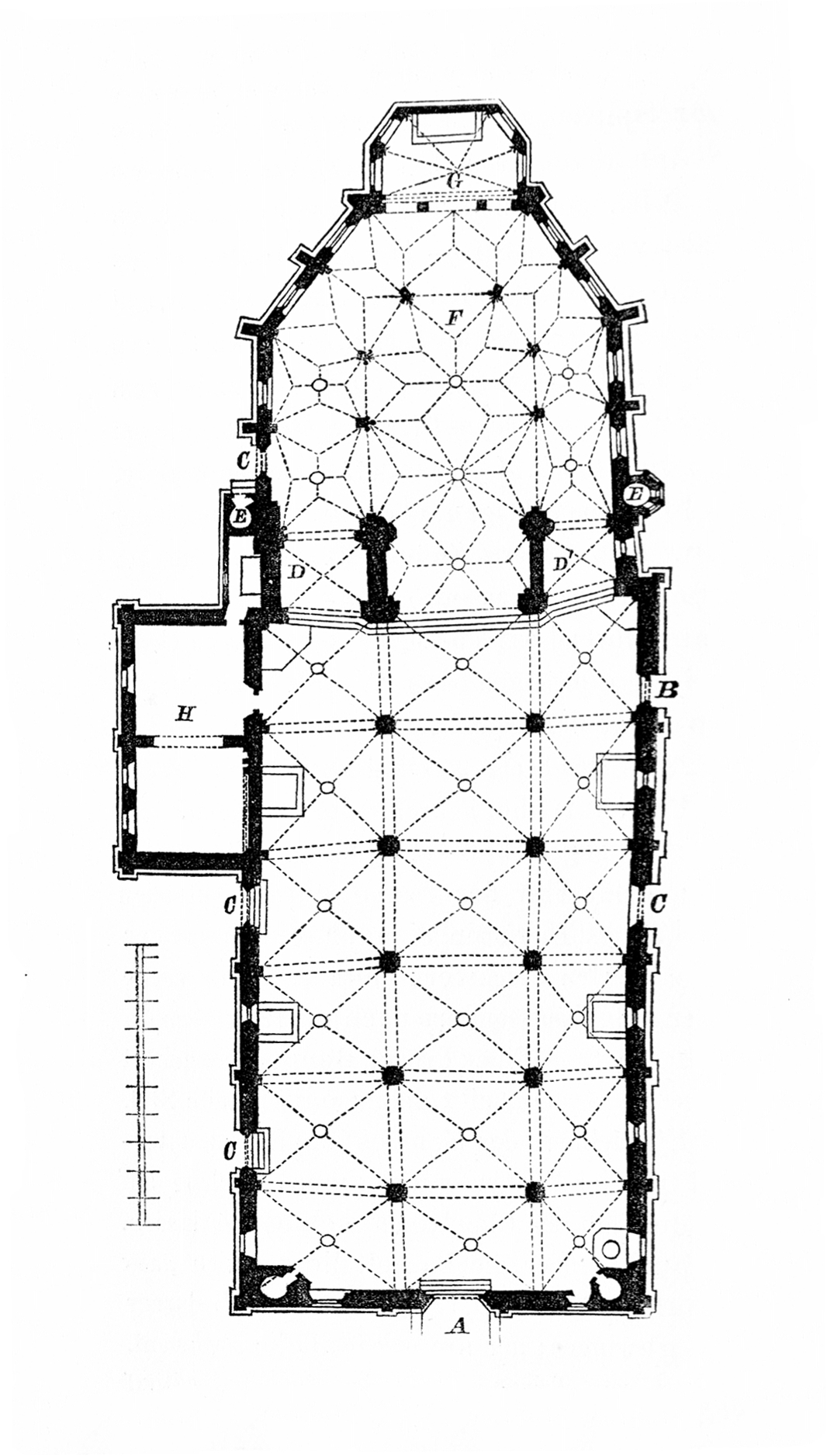
Grundriss

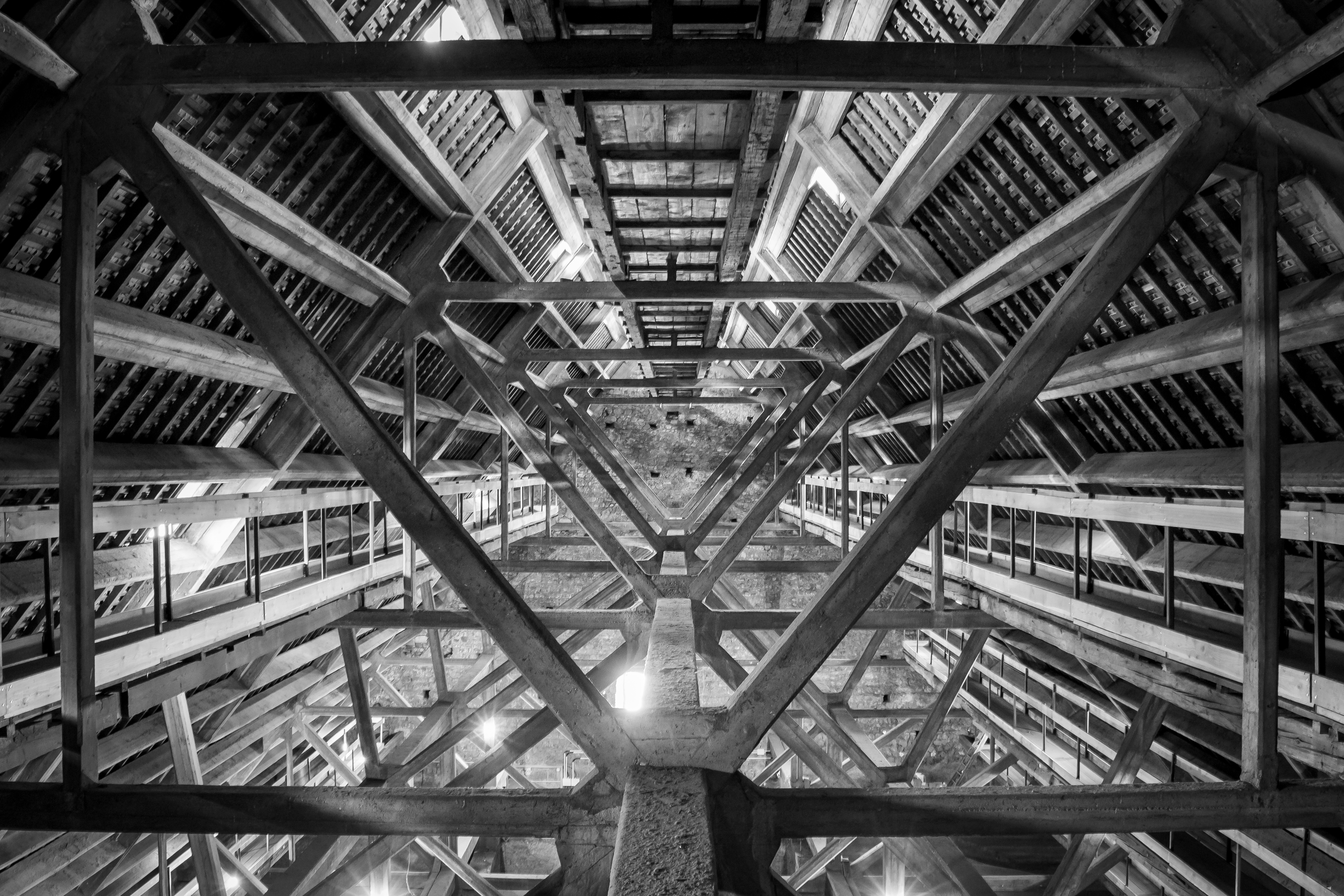
Dachstuhl

Im Jahr 1195 – anlässlich eines Gütertauschs zwischen dem oberbayerischen Reichskloster Tegernsee und der bischöflichen Kirche Trient – wird der 1181 erstmals als Priester von Bozen erwähnte Rudolf als Pfarrer (Pleban) von Bozen bezeichnet, wann in der Zeit dazwischen die Marienkirche zur Pfarrkirche erhoben wurde, ist auf Grund der spärlichen Quellenlage nicht klar. 1259 brachte Graf Meinhard II. die Kirchenvogtei an sich; ab dieser Zeit fungierte die Pfarrkirche auch als Memorialkirche der tirolisch-görzischen Regenten und ab 1363 der habsburgischen Landesfürsten. Dieser österreichische Jahrtag (der jarttæg … der herschafft von Ósterreich) wurde nach einer Regelung von 1435 in der Oktav nach Maria Himmelfahrt von der gesamten Priesterschaft des sog. „Deutschen Anteils“ des Trienter Bistums begangen.
Um 1300 wurde mit dem Neubau der Hallenkirche im spätgotischen Stil begonnen, um den gesteigerten Anforderungen der demografisch und baulich stark wachsenden Territorialstadt Bozen gerecht zu werden. Aus dem 14. Jahrhundert stammt das wertvolle, mit Skulpturen verzierte Leitacher Törl an der Nordseite der Kirche, ein Seitenportal, an dem der Weinausschank der Leitacher Bauern zu festgesetzten Terminen erfolgte. 1471 wird mit dem örtlichen Zimmermannsmeister Hans Strobel die Eindachung des Langhauses (dachwerch auff dem lanngkhaus) vertraglich vereinbart. Dieser Neubau wurde 1519 mit der Errichtung des spätgotischen Turms nach Plänen des Augsburger Dombaumeisters Burkhard Engelberg und von Hans Lutz von Schussenried abgeschlossen.

Aus derselben Zeit stammt die spätgotische Kanzel aus Sandstein mit den Reliefs der vier Kirchenväter und der vier Evangelistensymbole, die 1514 von süddeutschen Steinmetzen unter der Leitung von Dombaumeister Hans Lutz von Schussenried angefertigt worden war. Die Kanzel wurde beim Bombenangriff der Alliierten am 13. Mai 1944 beschädigt, anschließend abgetragen und im Kreuzgang von Kloster Muri-Gries eingelagert und 1949 wieder aufgebaut.

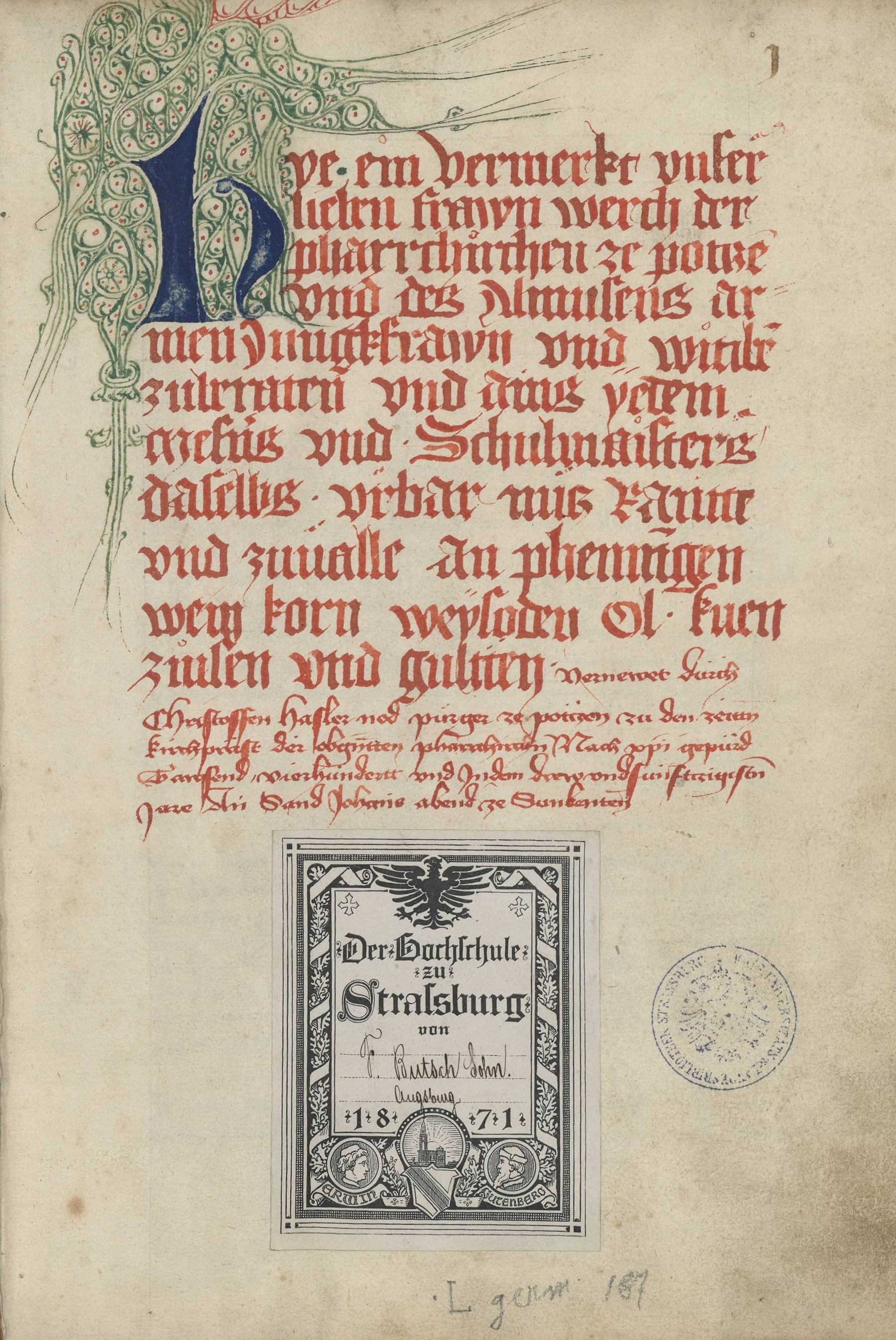
Titelblatt des Urbars der Pfarrkirche von 1453–1460 (frühneuhochdeutsch)

Aus der Mitte des 15. Jahrhunderts (1453–1460) ist ein vom damaligen Kirchpropst Christof Hasler d. J. angelegtes Urbar- und Rechtsbuch von Vnser lieben frawn werch der pharrchirchen ze Potczen überliefert, in dem der umfassende Grundbesitz der Pfarrkirche und ihre Rechtstitel verzeichnet sind. Die Handschrift wird von der Bibliothèque nationale et universitaire de Strasbourg verwahrt, wohin sie 1871 gelangt ist. Ab 1511 wurde die Pfarrkirche zeitweise dem St.-Georgs-Ritterorden in Kloster Millstatt inkorporiert.
1717 wurde auf Anregung von Fürstbischof Johann Michael von Spaur ein Stiftskapitel errichtet, das seit 1723 von einem infulierten Propst geleitet wurde. Dieser trug bei feierlichen Anlässen Infel, Ring und Stab eines Abtes. Der letzte (infulierte) Propst von Bozen war Monsignore Josef Kalser, als bekanntester Kanonikus gilt Michael Gamper. Das Kollegiatkapitel wurde 1951 das letzte Mal personell aufgestockt. Der 1967 ernannte Dekan und Pfarrer von Bozen Josef Rier (bis 1989) wurde in den 1980er-Jahren zum Ehrenkanonikus ernannt.
Die Pfarrkirche, die unmittelbar südwärts am Pfarrplatz gelegene, ehemalige St.-Nikolaus-Kirche und das Pfarrhaus (Propsteigebäude) wurden 1943/44 bei alliierten Luftangriffen auf die Operationszone Alpenvorland schwer getroffen. Während von der Nikolauskirche nur mehr die Grundmauern bestehen, wurde die Pfarrkirche in der unmittelbaren Nachkriegszeit nach denkmalpflegerischen Prinzipien (Sichtbarmachung der Ergänzung bzw. Rekonstruktion) wiederhergestellt und am 8. April 1950 unter Propst Josef Kalser wiedereröffnet. Im heutigen Dom waren viele Fresken, die Farbfenster und das Altarbild verloren gegangen. Bei den Wiederaufbauarbeiten stieß man auch auf die Reste der bereits genannten frühchristlichen Kirche. Die Rosette an der Westseite stellt ebenso eine Ergänzung dar, die nicht auf dem Ursprungsbestand beruht.
Der Kirchturm hatte die Bombenangriffe schadlos überstanden, musste aber ab Mitte der 1970er-Jahre restauriert werden. Die Arbeiten kosteten mehr als 1,03 Mio. Euro und wurden 1986 abgeschlossen.
Im Dezember 2008 hatten sich einige der buntglasierten Dachziegel gelöst. Im Frühjahr 2009 wurde eine Arbeitsgruppe zur Finanzierung der Dachsanierung (ca. 850.000 Euro) begründet, die 2010 abgeschlossen werden konnte. Das Land Südtirol und die Stiftung Südtiroler Sparkasse unterstützten die Arbeiten.

### Bauinschrift

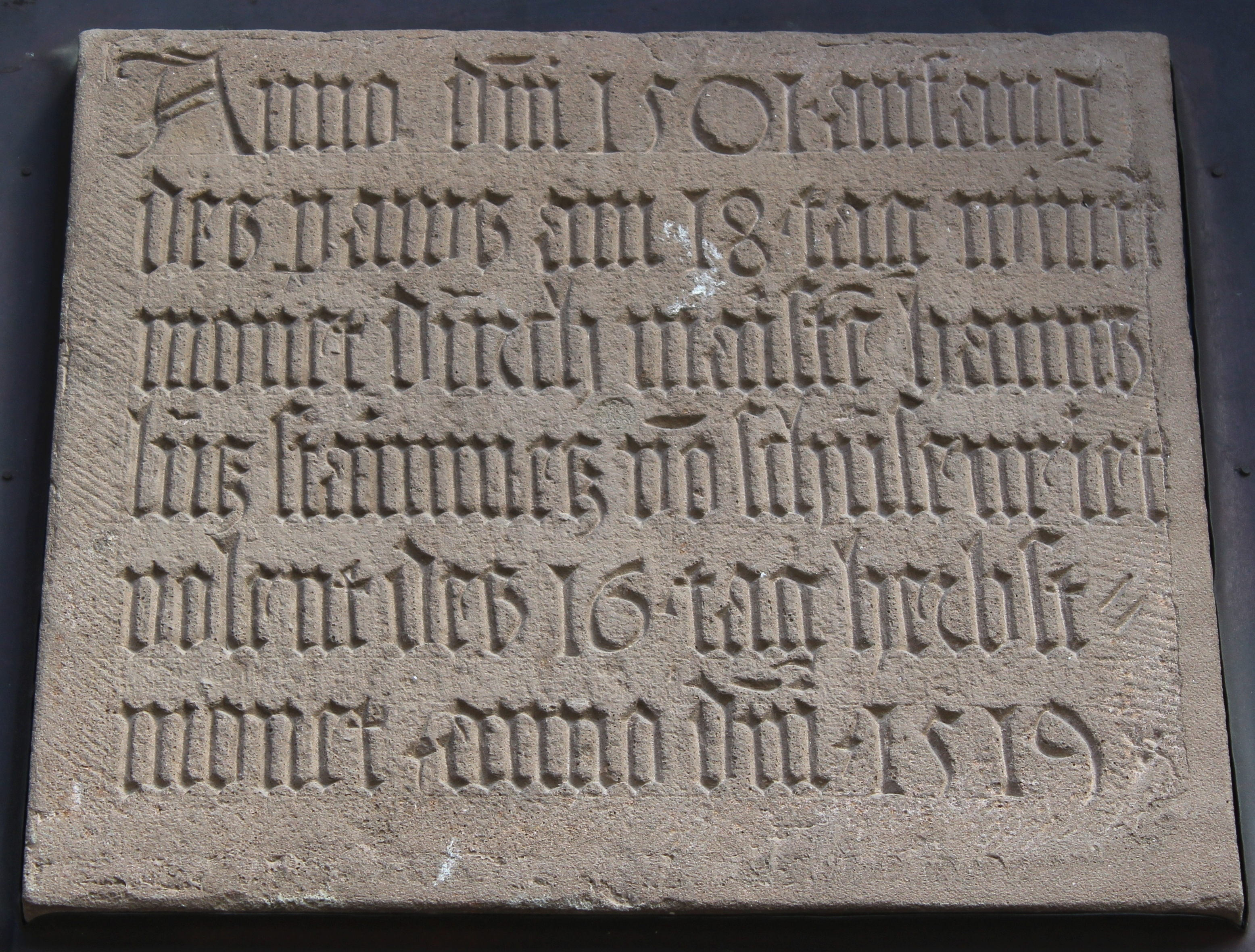
Bauinschrift des frühen 16. Jahrhunderts

An der Südseite der Pfarrkirche ist eine exakte Kopie der aus örtlichem Sandstein gefertigten frühneuhochdeutschen Bauinschrift des Turmaufsatzes eingelassen. Das Original befindet sich im durchbrochenen Turmhelm der Kirche. Die Schriftform entspricht einer spätgotischen Minuskel. Die sechszeilige Inschrift lautet:
Anno d[omi]ni 1501 anfang / des paws am 18 tag winte[r] / monet durch maiste[r] hanns / lutz stainmetz vo[n] schusenriet / volent des 16 tag herbst / monet anno d[omi]ni 1519.
Übertragung in heutiges Deutsch: „Im Jahr des Herrn 1501 am 18. Tag des Wintermonats begann der Bau durch Meister Hans Lutz, Steinmetz von Schussenried, vollendet am 16. Tag des Herbstmonats im Jahr des Herrn 1519.“ Turm und Turmbauinschrift finden sich in ähnlicher Form auf zwei Porträts des Meisters Hans Lutz von Schussenried im Bozner Stadtmuseum.

### Historischer Friedhof
Der alte Bozner Friedhof erstreckte sich ursprünglich um die Stadtpfarrkirche, an ihrem nördlichen, östlichen und südlichen Teil. Der Friedhof ist erstmals im späten 11. Jahrhundert in einer Traditionsnotiz von Kloster Ebersberg als in cimiterio Pozane ecclesie bezeugt. Er wurde 1547 ausgebaut, 1789 durch Kaiser Joseph II. geschlossen, jedoch bis 1826 weiterverwendet.
Im November 1826 wurde ein neuer klassizistischer Friedhof mit Arkadengängen und Freskomalereien im Nazarener-Stil von Giuseppe Craffonara südlich von Pfarrkirche und Propsteigebäude eingeweiht; er wurde von der Pfarrei direkt verwaltet und erfüllte bis 1930–1932 seinen Zweck. Ab diesen Jahren fanden die Beerdigungen endgültig im neuen Oberauer Friedhof statt. In der Folge verfiel die alte Friedhofsanlage zusehends und wurde zudem im Zweiten Weltkrieg durch Luftbombardements ab 1943 stark beschädigt. 1951/52 wurden die verbliebenen Arkaden abgerissen, die neogotische Friedhofskapelle als letzter Überrest 1973 beseitigt. Das Areal wurde in den Jahren 1991–1993 mit dem neuen Pastoralzentrum der Kurie Bozen-Brixen nach Plänen von Architekt Othmar Barth überbaut.

## Ausstattung

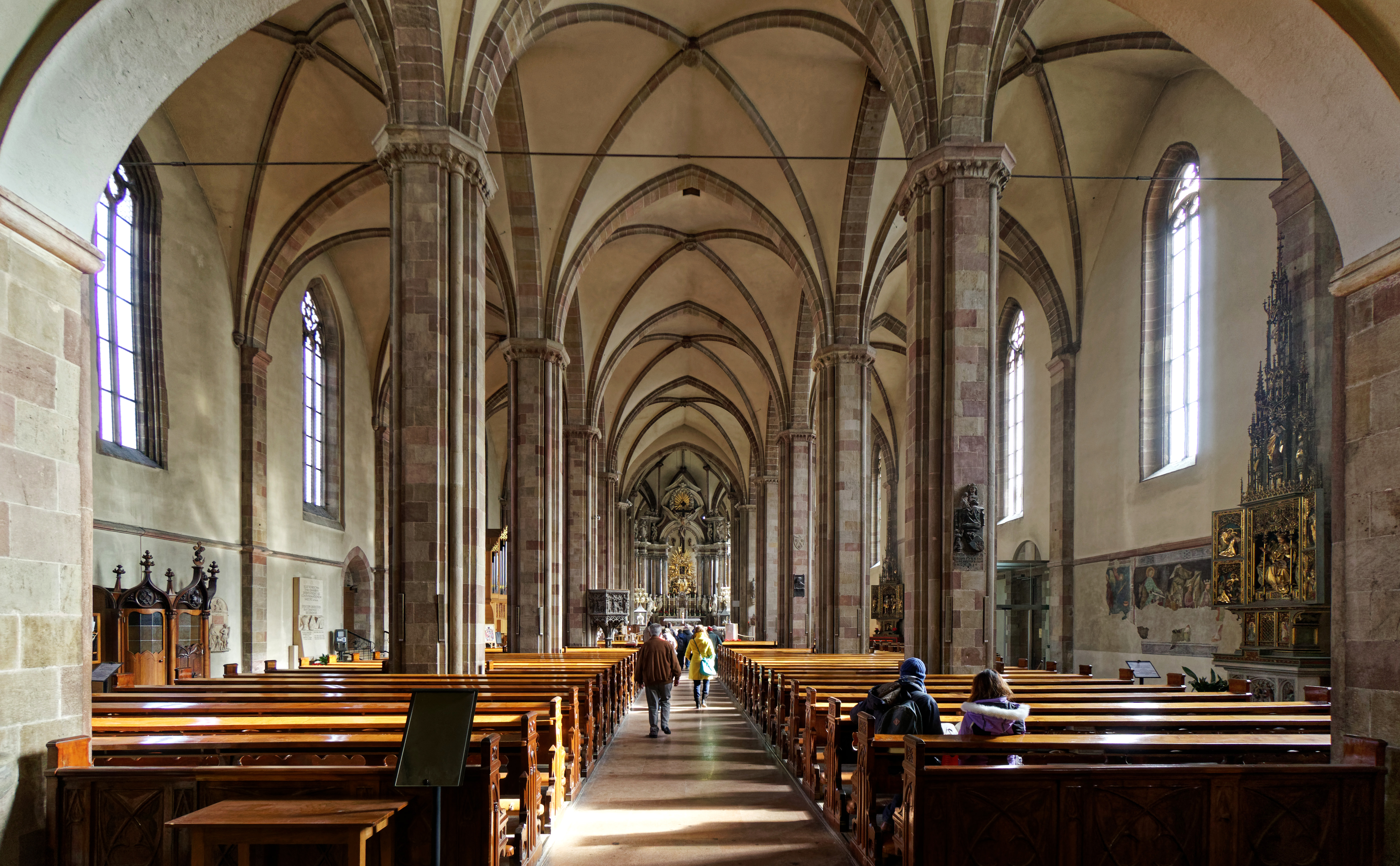
Innenansicht der dreischiffigen Hallenkirche

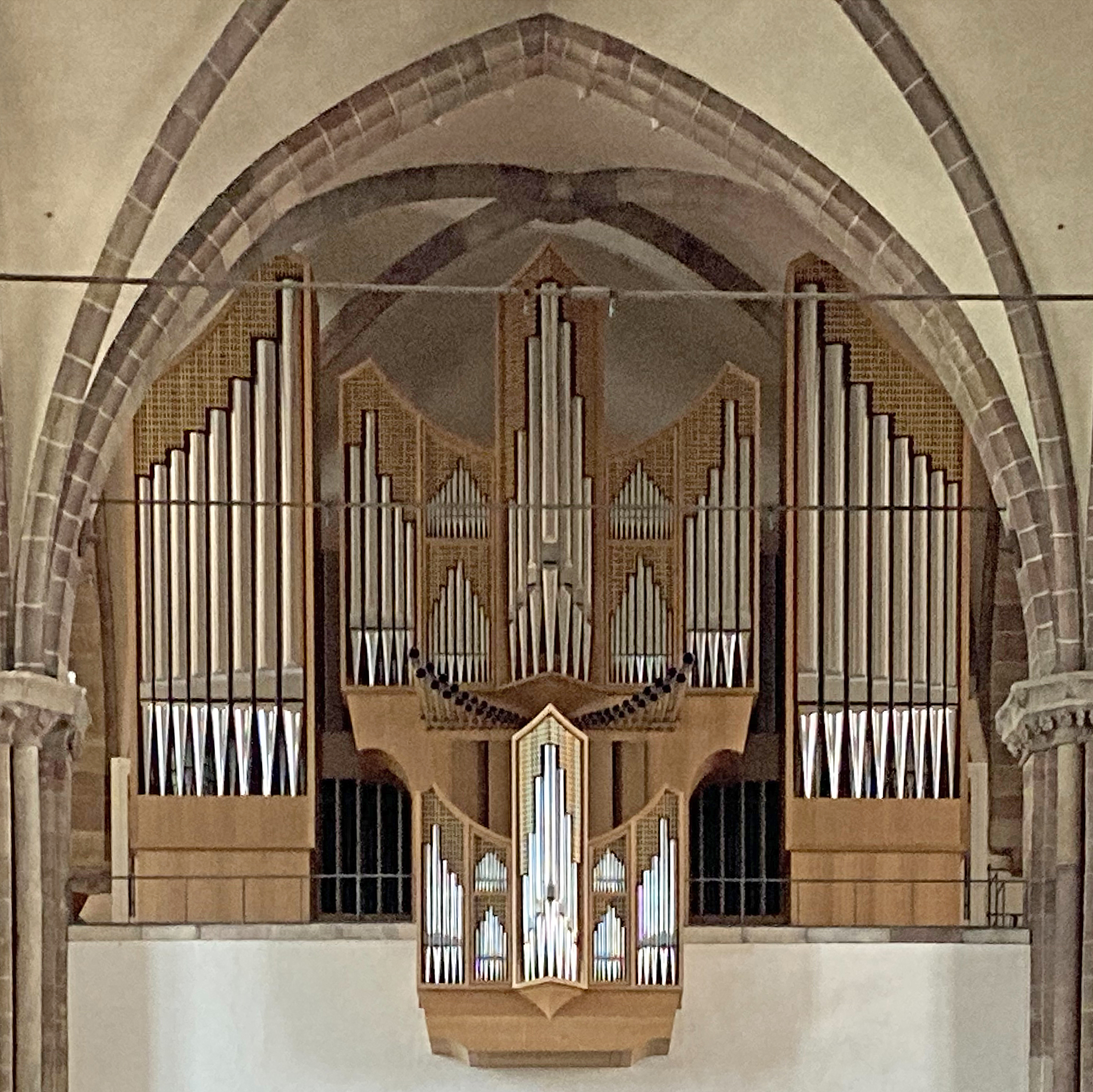
Orgel bis 2019

Die Stadtpfarrkirche wurde von der Bürgerschaft der Stadt mit zahlreichen Zuwendungen bedacht. Sie gehört zu den Kirchen mit den meisten Sitzplätzen im Alpenraum.
Neben dem bereits beschriebenen Glockenturm und der Kanzel befinden sich in der Pfarrkirche zwei Orgeln, eine Pietà aus der Zeit des Weichen Stils sowie verschiedene spätgotische Fresken und neugotische Seitenaltäre, die den Zerstörungen des Zweiten Weltkrieges entgangen sind.
Das wertvolle hölzerne Kirchenportal von 1521, eine Arbeit von Hans Haim, mit den Halbreliefs des Bozner Stadtwappens und der vier Evangelisten wurde 1944 im Zweiten Weltkrieg weitgehend zerstört; die restaurierten Fragmente befinden sich heute im Stadtmuseum Bozen. Neue Bronzetüren wurden in den 1990er Jahren angebracht.

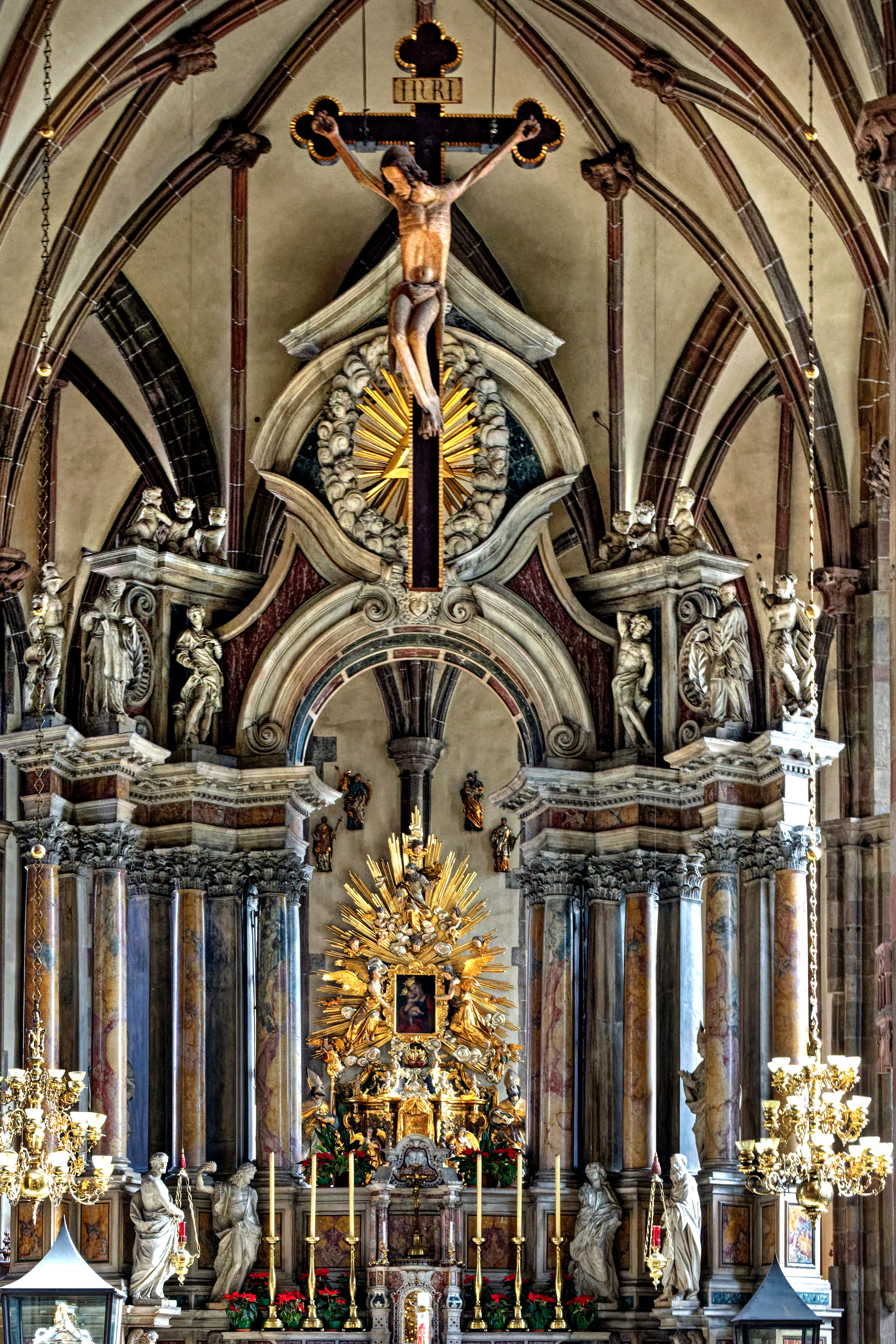
Presbyterium und Hochaltar

Mit dem gotischen Hallenraum kontrastiert der barocke, 1716 vom Veroneser Architekten Ranghieri errichtete, monumentale Hochaltar aus Marmor mit seinen vielen Säulen und Heiligenfiguren. Der 1724 nach Deutschnofen transferierte Choraltar mit Plastiken des 15. Jahrhunderts blieb in weiteren Teilen auch in Zagreb erhalten.
Im Dom wird das historische Herz-Jesu-Bild von Johann Josef Karl Henrici aufbewahrt, das seit 1795 besonders verehrt wird und 1796 die Tiroler Landstände zum Herz-Jesu-Gelöbnis animierte. Heute wird eine Kopie des Bildes bei der alljährlichen Herz-Jesu-Prozession durch die Stadt getragen.
Neben verschiedenen mittelalterlichen Reliquien werden auch die Reliquien der Bozner Seligen Heinrich von Bozen und Johann Nepomuk von Tschiderer, der in der Stadtpfarrkirche getauft wurde, aufbewahrt.
Das Presbyterium wurde in den 1970er-Jahren vergrößert, um besser auf die neuen Aufgaben als Bischofskirche abgestimmt zu werden. Außerdem wurde 1977 vom akad. Bildhauer Michael Höllrigl aus Lana ein Volksaltar aus mehreren leicht rosafarbigen Marmorblöcken errichtet. Die nach wie vor stark kritisierten Umbauarbeiten wurden 1992 mit der Errichtung eines auf den Altar angepassten Ambo, Priestersitzen und der Kathedra abgeschlossen. Anlässlich der Weihe des Altars 1992 wurde eine Reliquie des Heiligen Vigilius von Trient in den Altar eingelassen.
Unweit des Altars befindet sich die Grabplatte Wilhelms III. von Henneberg-Schleusingen. Dieser verstarb 1480 in Salurn, als er sich auf dem Rückweg seiner Romfahrt befand. Sein Leichnam wurde bis zu seiner Überführung in die Grablege des Grafengeschlechtes in Kloster Veßra im Jahr 1482 hier beigesetzt. Das Bozener Epitaph wurde 1490 von dem Bildhauer Erasmus Forster in Gardolo bei Trient angefertigt und 1495/96 in der Kirche aufgestellt.
Rückseitig des Hochaltars befindet sich die Grabplatte Erzherzog Rainers von Österreich, des ehemaligen Vizekönigs von Lombardo-Venetien.
Im Jahr 2017 wurden Reliquien des von der katholischen Kirche selig gesprochenen NS-Widerständlers Josef Mayr-Nusser in einen Seitenaltar der Kirche übertragen.

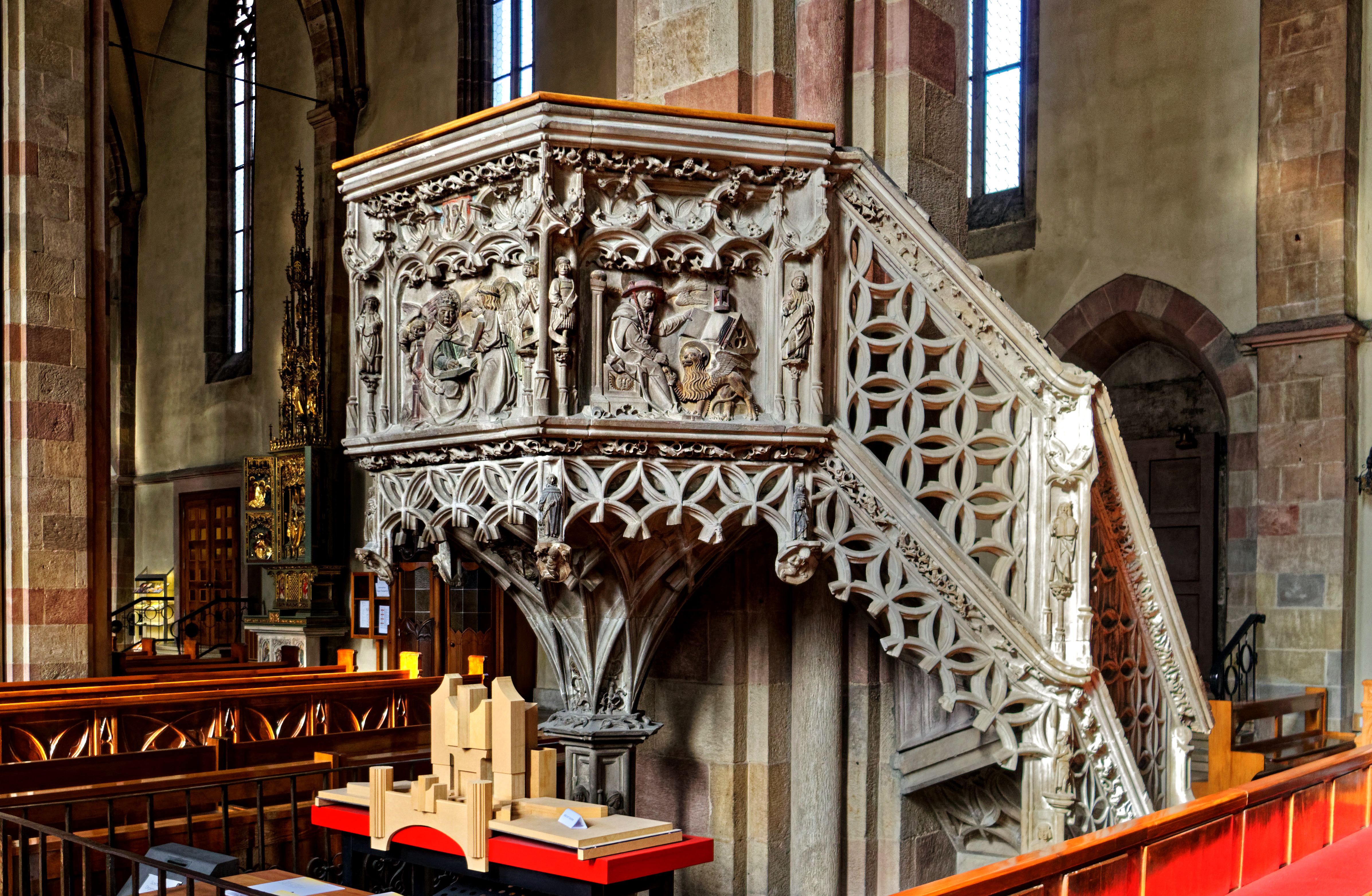
Die Kanzel aus dem Jahr 1514
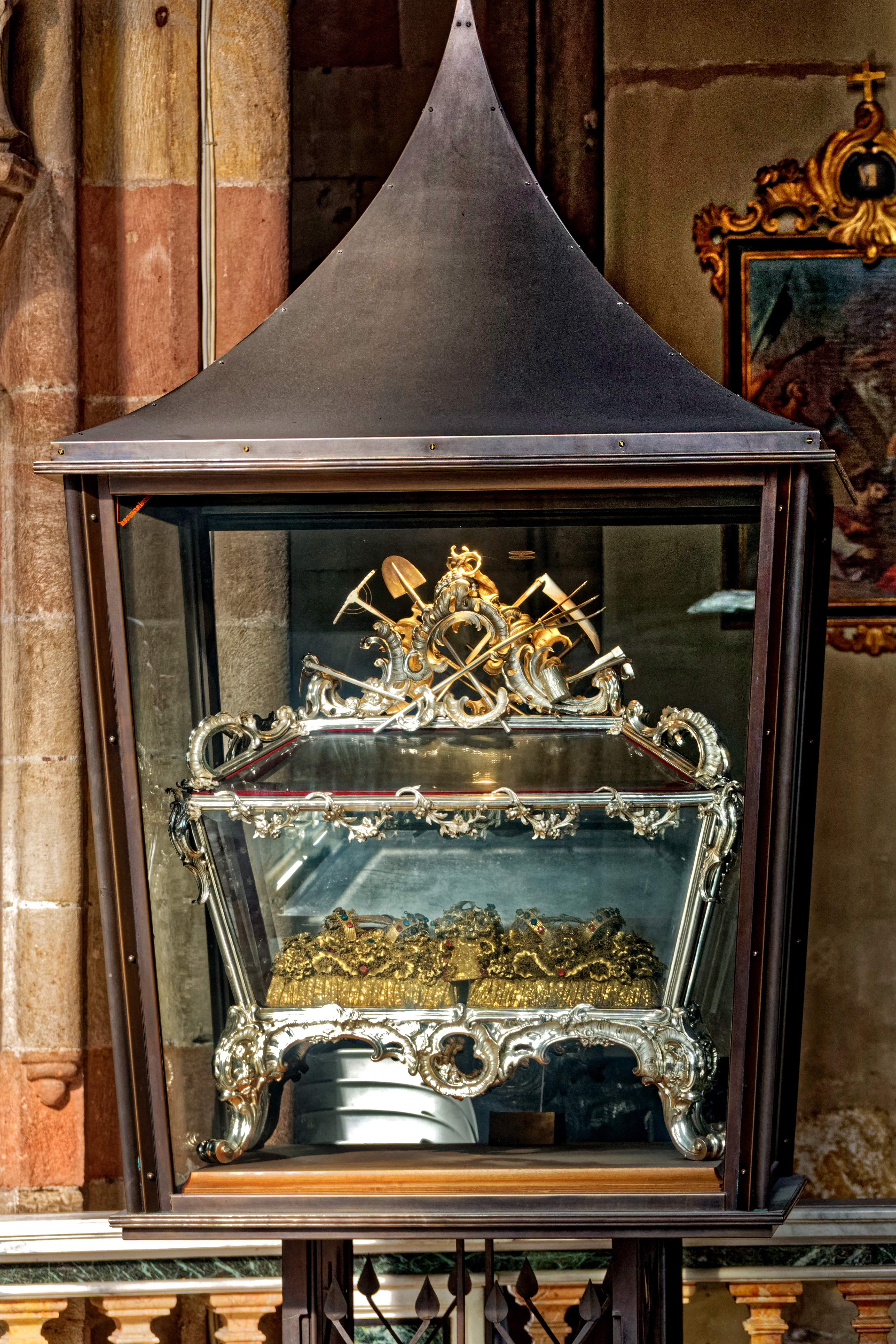
Der Reliquienschrein des Seligen Heinrich von Bozen
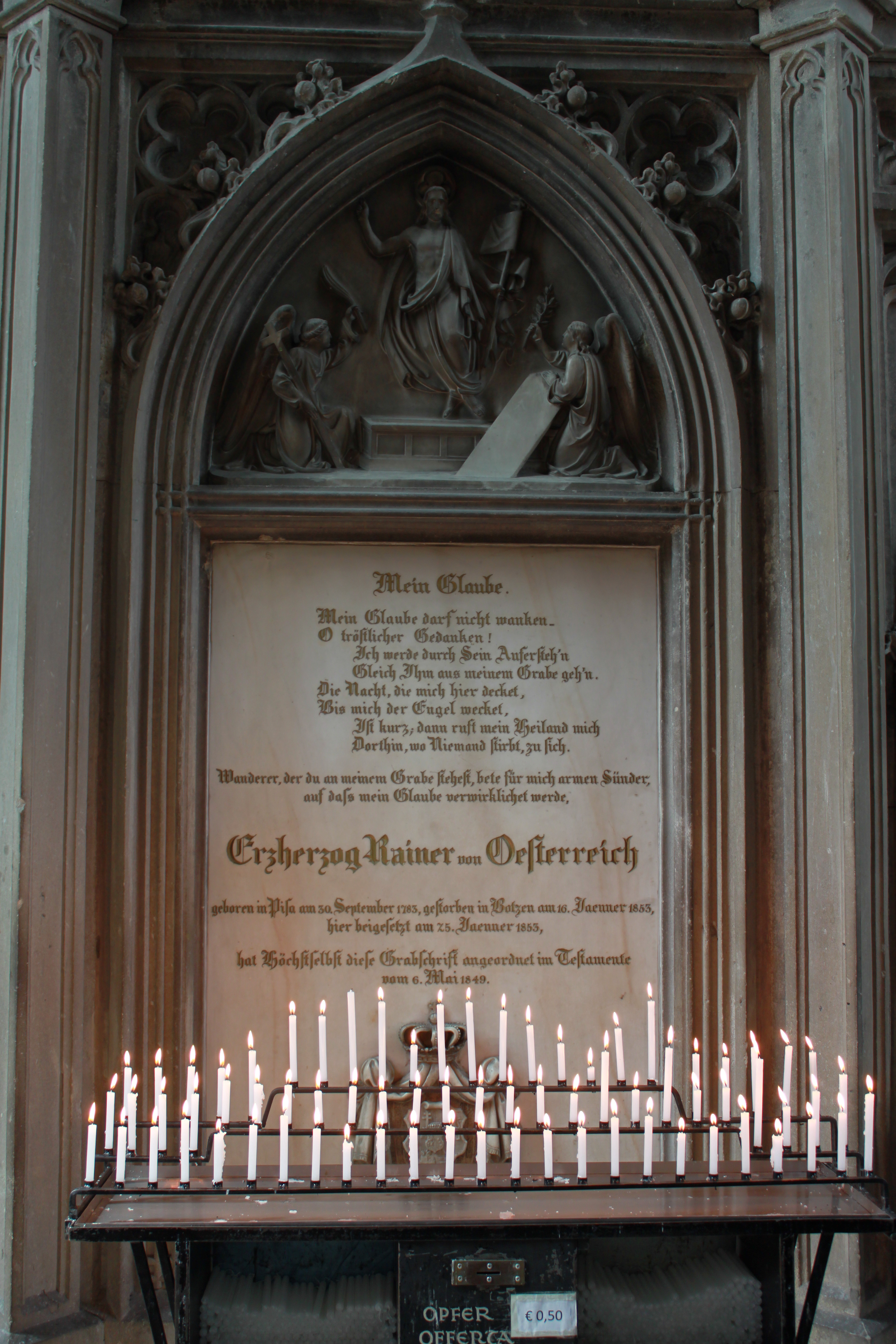
Grabstätte von Erzherzog Rainer (Sebastian Altmann, 1854)
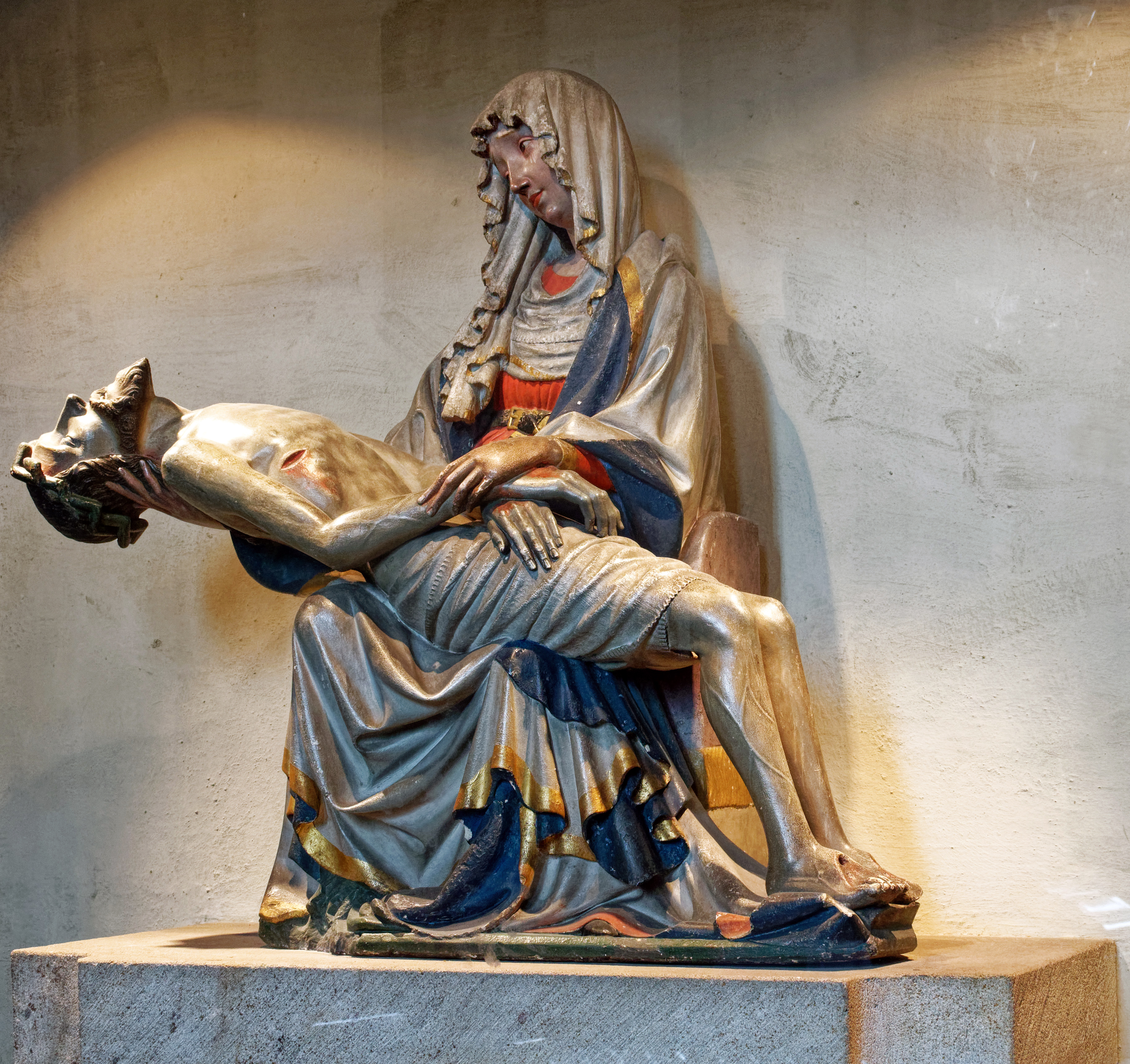
Pietá (Hans von Judenburg)
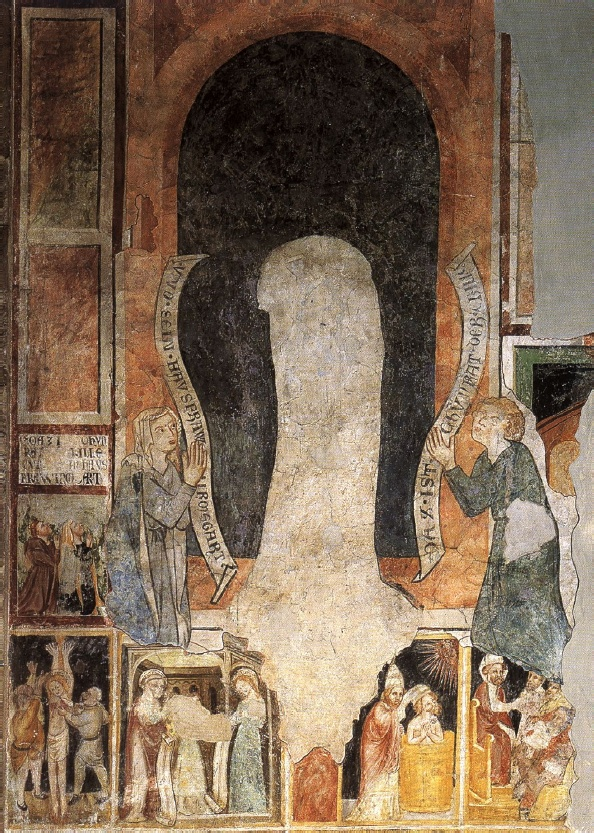
Stifterbild der Bozner Konrad und Irmgard Chrille/Krille (frühes 14. Jahrhundert)
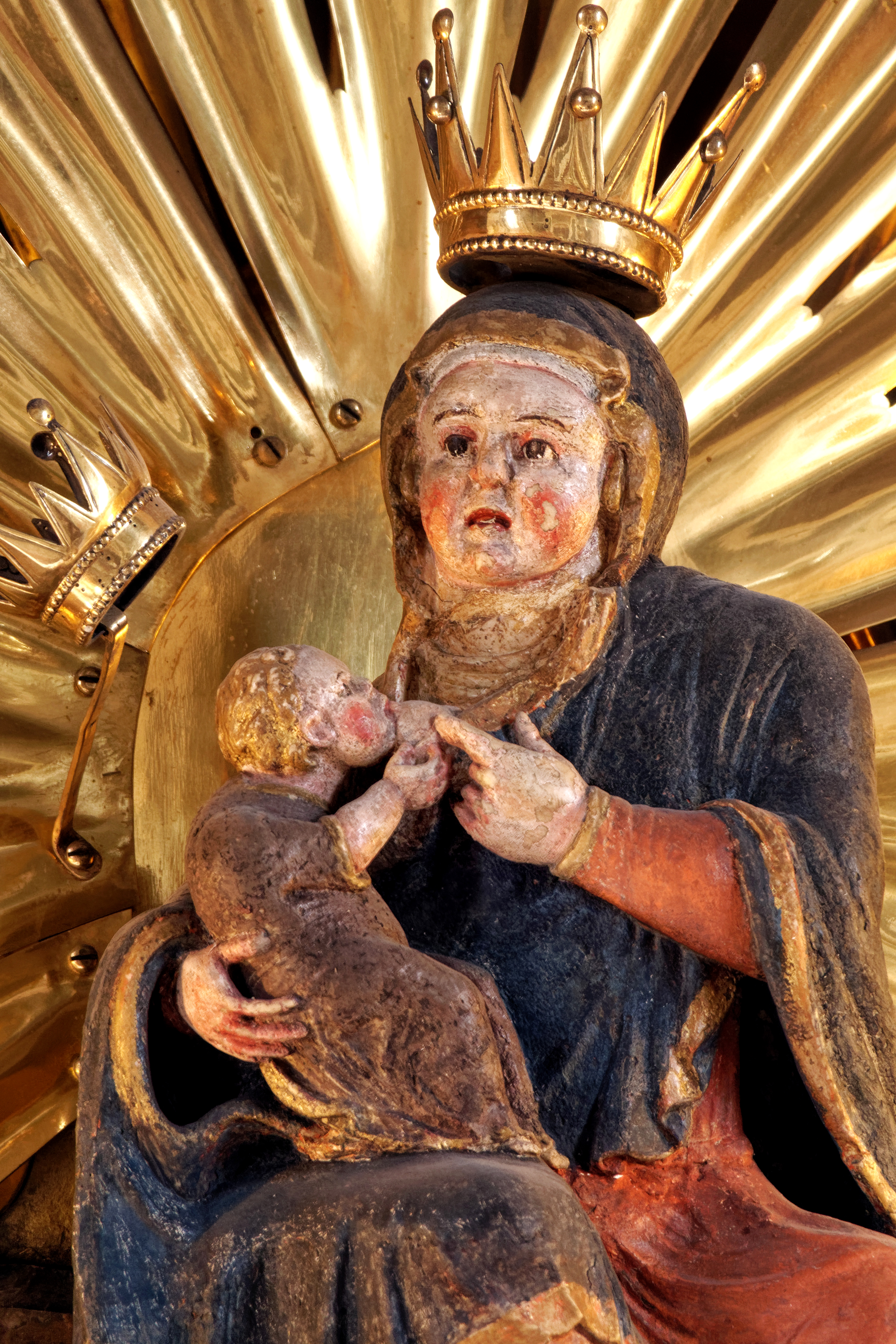
Die Madonna Lactans in der Gnadenkapelle
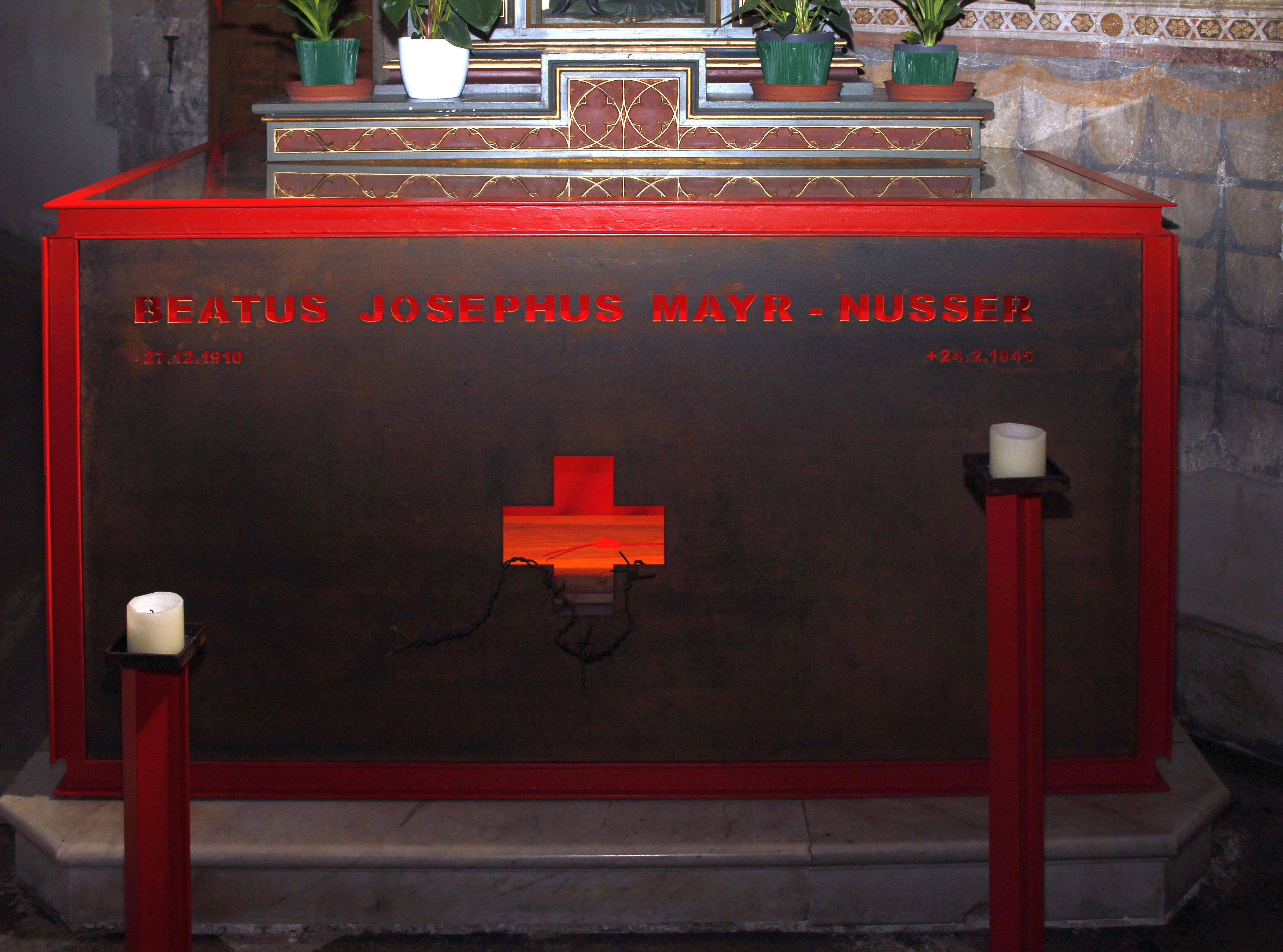
Grab Josef Mayr-Nusser

## Orgeln
Die beiden Orgeln stammen beide aus der Firma Metzler Orgelbau (Dietikon).

### Hauptorgel
Die Hauptorgel, auch St.-Gregorius-Orgel genannt, wurde 1964 erbaut und 2019 rundum erneuert. Das Schleifladen-Instrument hat 59 (ursprünglich 41) Register auf vier (urspr. drei) Manualen und Pedal. Die Spiel- und Registertrakturen sind mechanisch.
Disposition von 1964 bis 2019:
| I Rückpositiv C–g3 |                    |       |
| 1.                 | Gedackt            | 8′    |
| 2.                 | Quintatön (ab c0)0 | 8′    |
| 3.                 | Prinzipal          | 4′    |
| 4.                 | Rohrflöte          | 4′    |
| 5.                 | Sesquialtera II    | 2 ⁄3′ |
| 6.                 | Waldflöte          | 2′    |
| 7.                 | Larigot            | 1 ⁄3′ |
| 8.                 | Scharf             | 1′    |
| 9.                 | Krummhorn          | 8′    |

| II Hauptwerk C–g3 |                    |         |
| 10.               | Pommer             | 16′     |
| 11.               | Prinzipal          | 08′     |
| 12.               | Voce umana (ab a0) | 08′     |
| 13.               | Rohrflöte          | 08′     |
| 14.               | Spitzgambe         | 08′     |
| 15.               | Octave             | 04′     |
| 16.               | Nachthorn          | 04′     |
| 17.               | Quinte             | 02 ⁄3′  |
| 18.               | Octave             | 02′     |
| 19.               | Cornet (ab g0)     | 08′     |
| 20.               | Mixtur             | 01 3⁄5′ |
| 21.               | Ripieno VI         |         |
| 22.               | Trompete           | 16′     |
| 23.               | Trompete           | 08′     |

| III Schwell-Brustwerk C–g3 |              |         |
| 24.                        | Holzgedackt  | 08′     |
| 25.                        | Spitzgedackt | 04′     |
| 26.                        | Prinzipal    | 02′     |
| 27.                        | Tertian II   | 01 3⁄5′ |
| 28.                        | Sifflflöte   | 01′     |
| 29.                        | Zimbel       | 01⁄2′   |
| 30.                        | Regal        | 16′     |
| 31.                        | Vox humana   | 08′     |
|                            | Tremulant    |         |

| Pedal C–f1 |           |        |
| 32.        | Prinzipal | 16′    |
| 33.        | Subbass   | 16′    |
| 34.        | Octav     | 08′    |
| 35.        | Pommer    | 08′    |
| 36.        | Oktav     | 04′    |
| 37.        | Nachthorn | 02′    |
| 38.        | Mixtur    | 02 ⁄3′ |
| 39.        | Posaune   | 16′    |
| 40.        | Trompete  | 08′    |
| 41.        | Clarion   | 04′    |

- Koppeln: III-II, I-II, I-P, II-P (Tritte)

Disposition seit 2019:
| I Rückpositiv C–g3 |                    |       |
| 1.                 | Gedackt            | 8′    |
| 2.                 | Quintatön (ab c0)0 | 8′    |
| 3.                 | Prinzipal          | 4′    |
| 4.                 | Rohrflöte          | 4′    |
| 5.                 | Sesquialtera II    | 2 ⁄3′ |
| 6.                 | Oktav              | 2′    |
| 7.                 | Larigot            | 1 ⁄3′ |
| 8.                 | Scharf             | 1′    |
| 9.                 | Krummhorn          | 8′    |
|                    | Tremulant          |       |

| II Hauptwerk C–g3 |                      |        |
| 10.               | Pommer               | 16′    |
| 11.               | Prinzipal            | 08′    |
| 12.               | Rohrflöte            | 08′    |
| 13.               | Traversflöte (ab f0) | 08′    |
| 14.               | Spitzgambe           | 08′    |
| 15.               | Oktav                | 04′    |
| 16.               | Nachthorn            | 04′    |
| 17.               | Quint                | 02 ⁄3′ |
| 18.               | Octav                | 02′    |
| 19.               | Cornet (ab g0)       | 08′    |
| 20.               | Mixtur               | 01 ⁄3′ |
| 21.               | Zimbel               | 02⁄3′  |
| 22.               | Trompete             | 16′    |
| 23.               | Trompete             | 08′    |
| 24.               | Chamade              | 08′    |
|                   | Zimbelstern          |        |

| III Schwellwerk C–g3 |                       |         |
| 25.                  | Bordun                | 16′     |
| 26.                  | Prinzipal             | 08′     |
| 27.                  | Hohlflöte             | 08′     |
| 28.                  | Gambe                 | 08′     |
| 29.                  | Vox coelestis (ab c0) | 08′     |
| 30.                  | Oktave                | 04′     |
| 31.                  | Traversflöte          | 04′     |
| 32.                  | Nasard                | 02 ⁄3′  |
| 33.                  | Waldflöte             | 02′     |
| 34.                  | Terz                  | 01 3⁄5′ |
| 35.                  | Sifflflöte            | 01′     |
| 36.                  | Mixtur                | 02 ⁄3′  |
| 37.                  | Fagott                | 16′     |
| 38.                  | Trompete              | 08′     |
| 39.                  | Vox humana            | 08′     |
| 40.                  | Oboe                  | 08′     |
| 41.                  | Clairon               | 04′     |
|                      | Tremulant             |         |

| IV Schwell-Brustwerk C–g3 |              |         |
| 42.                       | Holzgedackt  | 08′     |
| 43.                       | Spitzgedackt | 04′     |
| 44.                       | Prinzipal    | 02′     |
| 45.                       | Terzian II   | 01 3⁄5′ |
| 46.                       | Sifflöte     | 01′     |
| 47.                       | Zimbel       | 01⁄2′   |
| 48.                       | Regal        | 16′     |
| 49.                       | Vox humana   | 08′     |
|                           | Tremulant    |         |

| Pedal C–f1 |                      |        |
| 50.        | Untersatz            | 32′    |
| 51.        | Prinzipal            | 16′    |
| 52.        | Subbass              | 16′    |
| 53.        | Bordun (= Nr. 25)    | 16′    |
| 54.        | Oktav                | 08′    |
| 55.        | Pommer               | 08′    |
| 56.        | Hohlflöte (= Nr. 27) | 08′    |
| 57.        | Oktav                | 04′    |
| 58.        | Nachthorn            | 02′    |
| 59.        | Mixtur               | 02 ⁄3′ |
| 60.        | Posaune              | 32′    |
| 61.        | Posaune              | 16′    |
| 62.        | Trompete             | 08′    |
| 63.        | Clarion              | 04′    |

- Koppeln: III-II, I-II, I-P, II-P (Tritte)

### Chororgel
Die Chororgel, auch Marienorgel genannt, wurde 1997 erbaut und befindet sich im linken Seitenschiff auf Höhe des Volksaltares. Das Instrument hat 17 Register auf zwei Manualen und Pedal. Die Spiel- und Registertrakturen sind mechanisch.

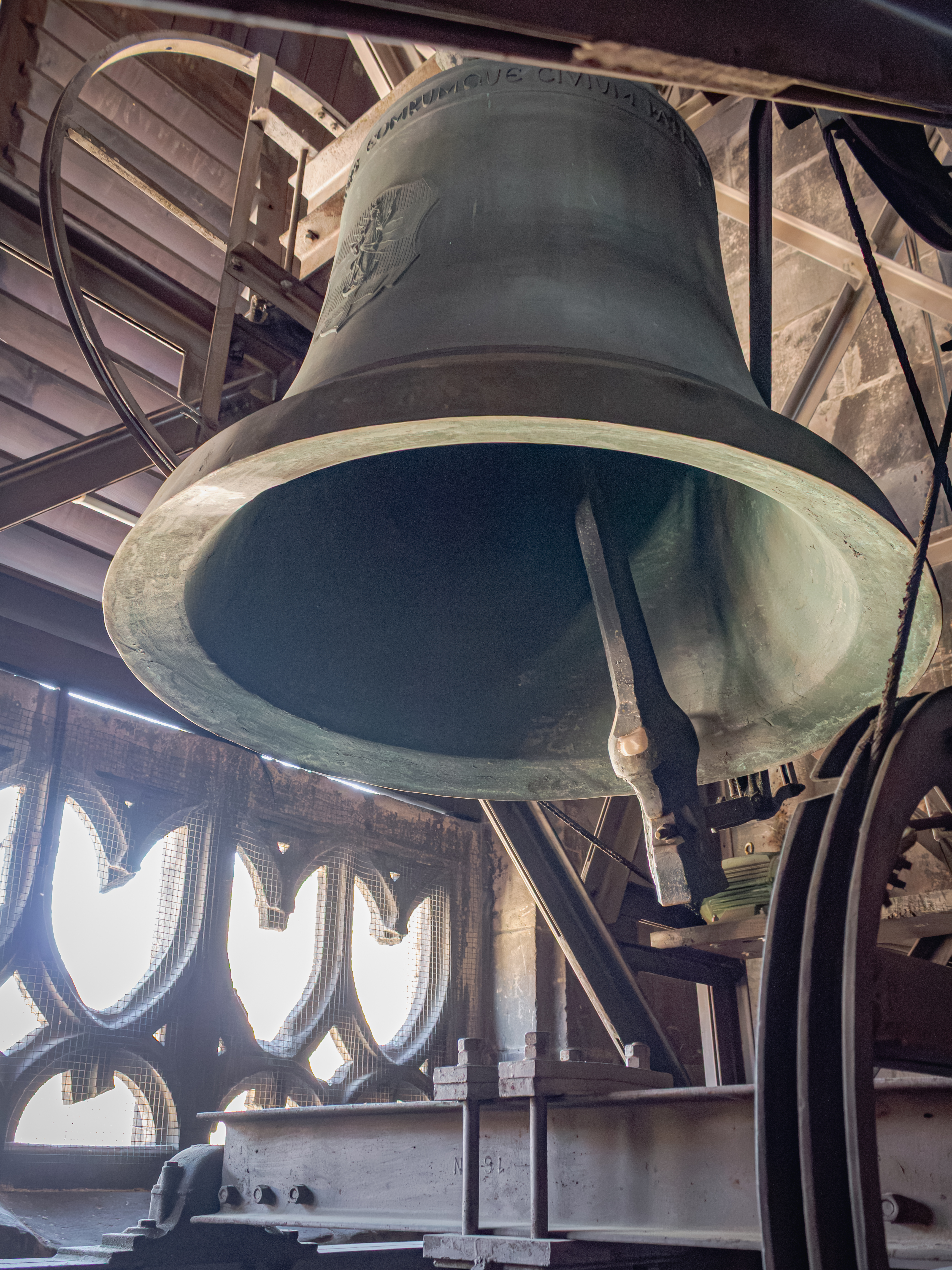
Läuteglocke

| I Hauptwerk C–f3 |               |        |
| 1.               | Prinzipal     | 8′     |
| 2.               | Rohrflöte     | 8′     |
| 3.               | Octave        | 4′     |
| 4.               | Spitzflöte    | 4′     |
| 5.               | Quinte        | 2 ⁄3′  |
| 6.               | Superoctave 0 | 2′     |
| 7.               | Terz          | 1 3⁄5′ |
| 8.               | Mixtur        | 1⁄1′   |

| II Positiv C–f3 |              |        |
| 9.              | Gedackt      | 8′     |
| 10.             | Rohrflöte    | 4′     |
| 11.             | Nasard       | 2 ⁄3′  |
| 12.             | Doublette    | 2′     |
| 13.             | Terz         | 1 3⁄5′ |
| 14.             | Vox humana 0 | 8′     |
|                 | Tremulant    |        |

| Pedal C–f1 |           |     |
| 15.        | Subbass   | 16′ |
| 16.        | Octavbass | 08′ |
| 17.        | Posaune   | 08′ |

- Koppeln: II-I, I-P, II-P (Tritte)

## Glocken
Im Turm der Kathedrale hängen 5 Läuteglocken. Die kleinste Glocke wurde 1506 von Hans Seelos gegossen, die größte stammt von Chiappani di Trento aus dem Jahr 1845; die übrigen Glocken wurden 1968 von Grassmayr (Innsbruck) gegossen. Die Glocken haben die Schlagtöne c1, e1, g1, a1 und c2. Außerdem hängen im Turm zwei Uhrglocken mit den Schlagtönen es2 und b2.
Im oberen Hexagon des Pfarrturms hängt ein Glockenspiel mit 25 Glocken, gegossen ebenfalls von Grassmayr. Es wurde im Jahr 2010 installiert und erklingt seitdem samstags und sonntags jeweils um 11.00 Uhr nach dem Stundenschlag.

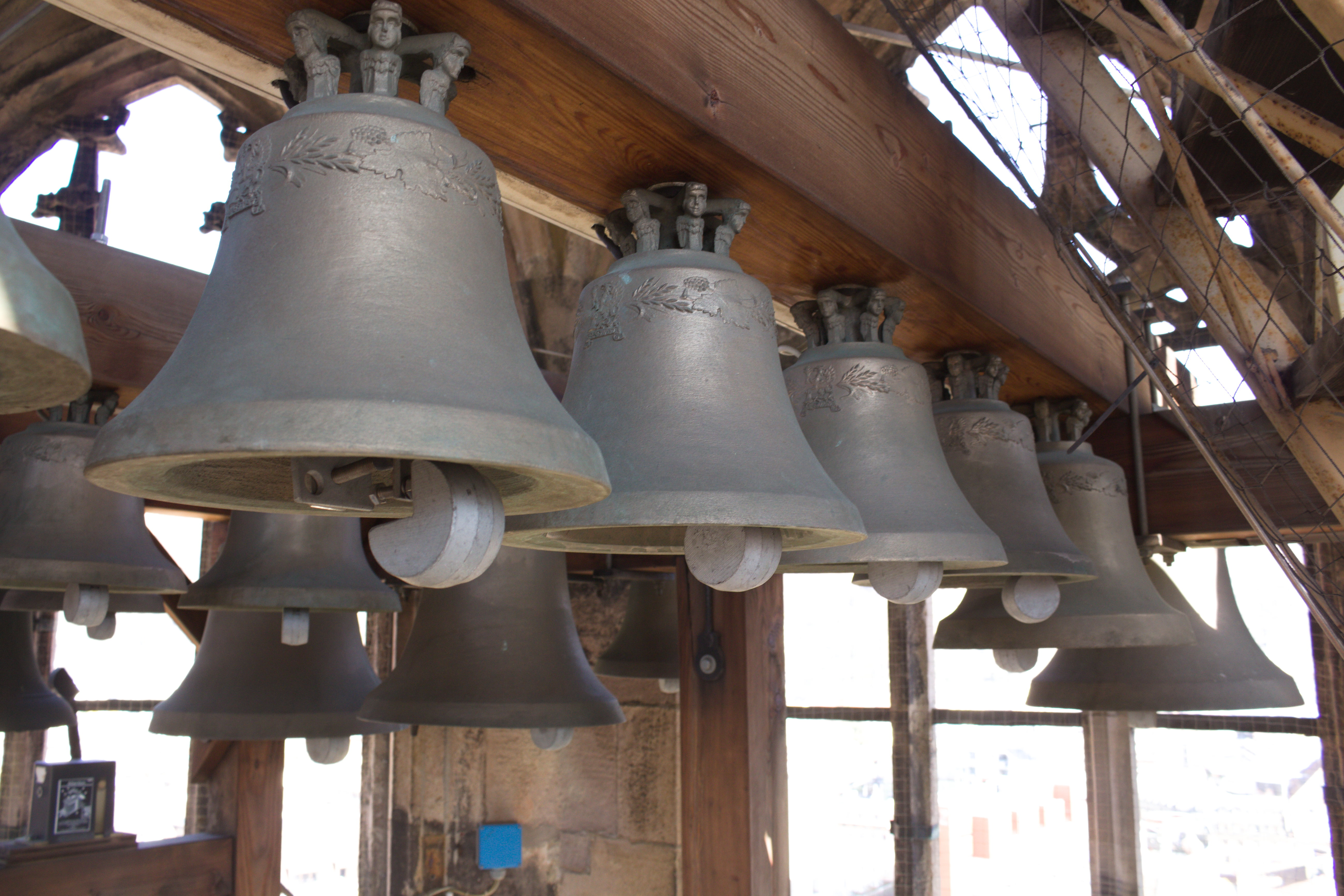
Glockenspiel

## Archiv
Aus den Jahren 1470 bis 1800 sind 119 Rechnungsbücher der Marienpfarrkirche im Stadtarchiv Bozen überliefert (Hss. 639–758), die von den jeweiligen Kirchpröpsten geführt wurden.

## Domschatz und Bibliothek

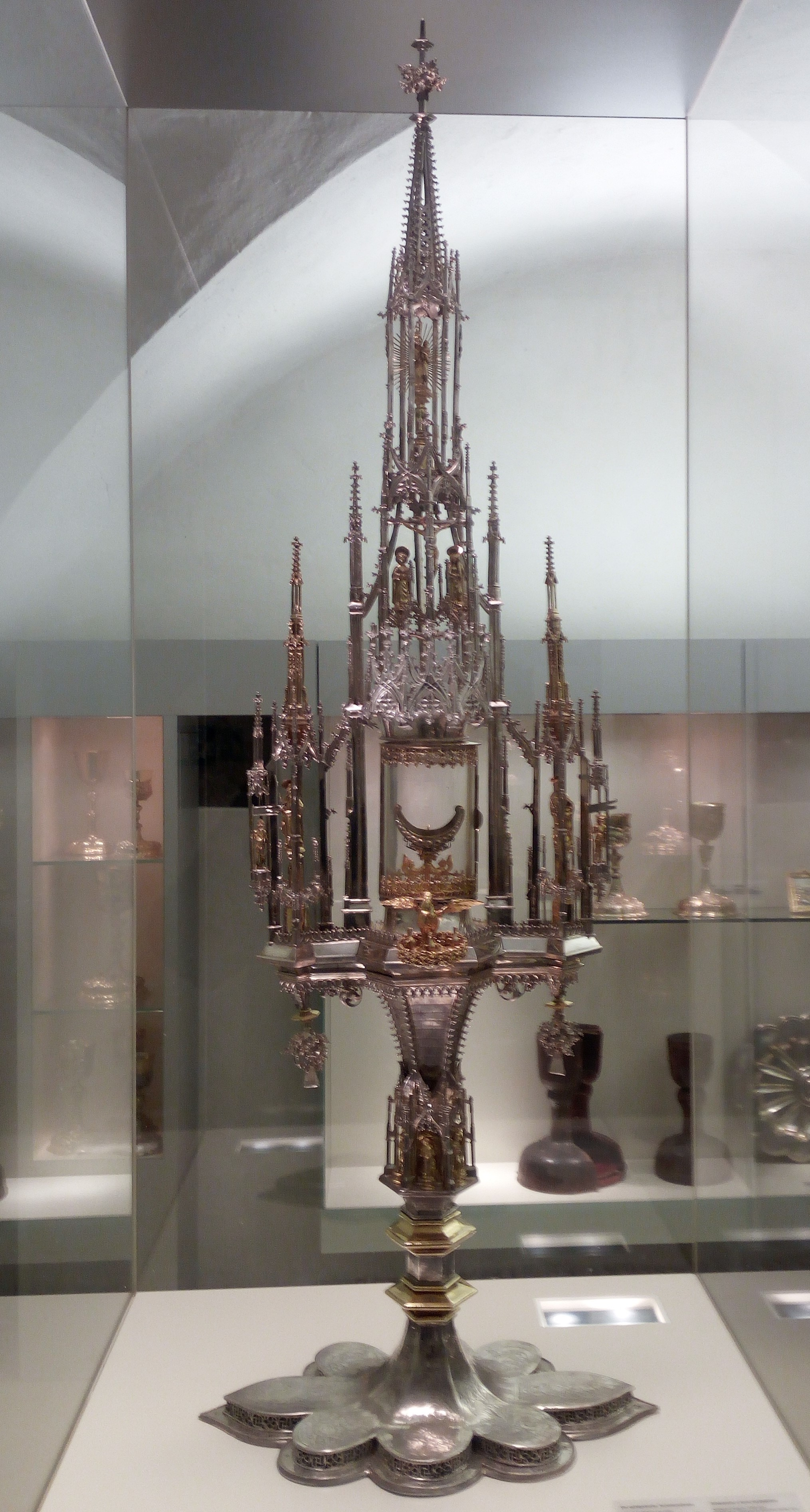
Spätgotische turmförmige Silbermonstranz, gefertigt um 1490 (Domschatzmuseum)

Für einen Großteil des Domschatzes, bestehend aus zahlreichen Kelchen, Monstranzen und Messgewändern, wurde seit 2007 die Domschatzkammer Bozen im Erdgeschoss der benachbarten Propstei errichtet.
Großteils verloren ist der ehemals bedeutende Handschriftenbestand der Pfarrkirche, der laut Inventaren des späten 15. Jahrhunderts beinahe 40 liturgische Handschriften und Texte der Heiligen Schrift umfasste. Der umfangreiche Buchbestand mit über 10.000 Werken des 15. bis 19. Jahrhunderts hat sich hingegen erhalten. Zahlreiche Frühdrucke des Bestandes gehen auf den bayerischen Humanisten Erasmus Fend (Fendt, Vendius) zurück.
Die Pfarrkirche Bozen war im 15. Jahrhundert auch ein bedeutsames Zentrum der Musikpflege.